# Het Kronosproject
Het Kronospoject is een jeugdboek geschreven door Johan Vandevelde in het genre sciencefiction. Het boek is uitgegeven door uitgeverij  Clavis in augustus 2004. Het Kronosproject is het vervolg op De tijdspoort en belandde op de tweede plaats voor bekroning door de Vlaamse Kinder- en Jeugdjury in 2006.

## Samenvatting
Het verhaal begint in mei 2139, 7 maanden na het hachelijke tijdsavontuur. De vader van Rikkie perfectioneert zijn tijdmachine, maar wanneer hij plots niets meer van zich laat horen gaan Rikkie en zijn vriend Tristan het onderzoeken. In het laboratorium van Rikkie's vader merken ze echter dat de tijdmachine volledig ontmanteld en weggenomen is. Ze komen terecht bij professor Schweizer, die aan een geheim project werkt in opdracht van een grote multinational. Rikkie en Tristan geraken gauw betrokken in het mysterieuze project, maar ze hebben twijfels bij de doelen die bereikt moeten worden.